# Overath Breitner da Silva Medina
Overath Breitner da Silva Medina oder kurz Breitner (* 9. September 1989 in Barcelona, Venezuela) ist ein ehemaliger venezolanisch-brasilianischer Fußballspieler.

## Karriere
Von seinem Vater Fariñas, einem ehemaligen Profi-Fußballer, wurden ihm seine beiden Vornamen nach den deutschen Spielern Wolfgang Overath und Paul Breitner gegeben. Overath Breitner da Silva Medina spielte in der Jugend zunächst für den von seinem Vater gegründeten Monagas Sport Club. Seine späteren Jugendstationen waren der Internacional Porto Alegre und der FC Santos, für den er 2010 seine ersten Profispiele absolvierte. Zu Beginn des Jahres 2011 wurde Breitner an den Figueirense FC verliehen. Im Juni 2011 wurde er vom FC Santos an den Criciúma EC weiterverliehen, 2012 an den Erstligaaufsteiger Náutico., ehe er im Oktober desselben Jahres nach Santos zurückkehrte. Außerdem wurde er 2013 an Araxá und 2014 an XV de Piracicaba sowie an Boa EC ausgeliehen. Nach Vertragsende 2014 beim FC Santos wechselte Breitner für ein Jahr zum kolumbianischen AC Mineros de Guayana und anschließend 2015 zu União Madeira in Portugal. Nach zwei Saisons wurde er zu dessen Konkurrenten in der zweiten Liga Leixões SC transferiert, die er im Dezember 2018 verließ. Im Januar 2019 wurde Breitner für ein halbes Jahr vom portugiesischen Zweitligisten FC Arouca verpflichtet.

## Erfolge
Santos
- Copa do Brasil: 2010